# کارکس کینگلیانگنسیس
کارکس کینگلیانگنسیس (نام علمی: Carex qingliangensis) نام یک گونه از سرده جگن است.